# 巴凱 (沃茲涅先斯克區)
47°24′52″N 31°29′56″E / 47.41444°N 31.49889°E
巴凱（烏克蘭語：Бакай），是烏克蘭的村落，位於該國南部尼古拉耶夫州，由沃茲涅先斯克區負責管轄，面積0.38平方公里，海拔高度12米，人口240，人口密度每平方公里644.7人。